# Aquiles Guzmán
Aquiles José Guzmán Matute. (nacido el 13 de abril de 1965 en El Tigre Edo-Anzoátegui , Venezuela) es un ex-boxeador profesional venezolano. Excampeón Asociación Mundial de Boxeo (AMB) peso mosca (112 libras ).

## Carrera profesional
Guzmán se convirtió en profesional en 1985 y ganó el título AMB de peso mosca en 1992 con una victoria por decisión sorpresiva sobre Kang Yong-Kim . Perdió el título en su primera defensa ante David Griman por decisión (puntuación de los jueces) en 1992. Luego desafió Saen Sor Ploenchit , Alimi Goitia y Sithoar Yokthai por sus respectivos cinturones pero pierden cada pelea. fue campeón del peso mosca Asociación Mundial de Boxeo(AMB) en el año 1992, desde 26 septiembre hasta 15 de diciembre de 1992. Se retiró en 2001 con un récord de 14-14-3 con 8 nocaut.

## Vida personal
Tuvo cuatro hijos varones: Alcides Guzmán, Luis Guzmán, Gustavo Guzmán y Leonardo Guzmán.